# Val Lumiei
La Val Lumiei (nell'idioma saurano Lumte o Lunte, in friulano: Valade dal Lumiei o Cjanâl di Lumiei) è una delle otto valli della Carnia (Friuli-Venezia Giulia), percorsa dall'omonimo torrente e collegata attraverso la SP 73 del Lumiei con Ampezzo, in Alta Val Tagliamento.

## Geografia fisica
Circondata dai Monti di Sauris, sottogruppo delle Alpi Tolmezzine Occidentali, a sua volta parte delle Alpi Carniche (Col Gentile (2.075 m), il Monte Tarondon (2.019 m), il Monte Pieltinis (2.027 m), il Crodon di Tiarfin (2.413 m), il Monte Bìvera (2.474 m), il Monte Zauf (2.245 m), il Monte Tinisa (2.080 m)), è collegata al fondovalle ampezzano (Alta Val Tagliamento) da due strade, una delle quali raggiunge il Passo Pura, sopra il lago di Sauris e al Cadore (Veneto) tramite la Sella di Rioda. In essa si trova appunto il comune di Sauris con le frazioni di Lateis, La Maina e Field e negli anni cinquanta per ricavare energia elettrica pulita è stata eretta una diga lungo il corso del torrente, che ha portato alla formazione dell'omonimo Lago di Sauris (977 m).

## Galleria d'immagini

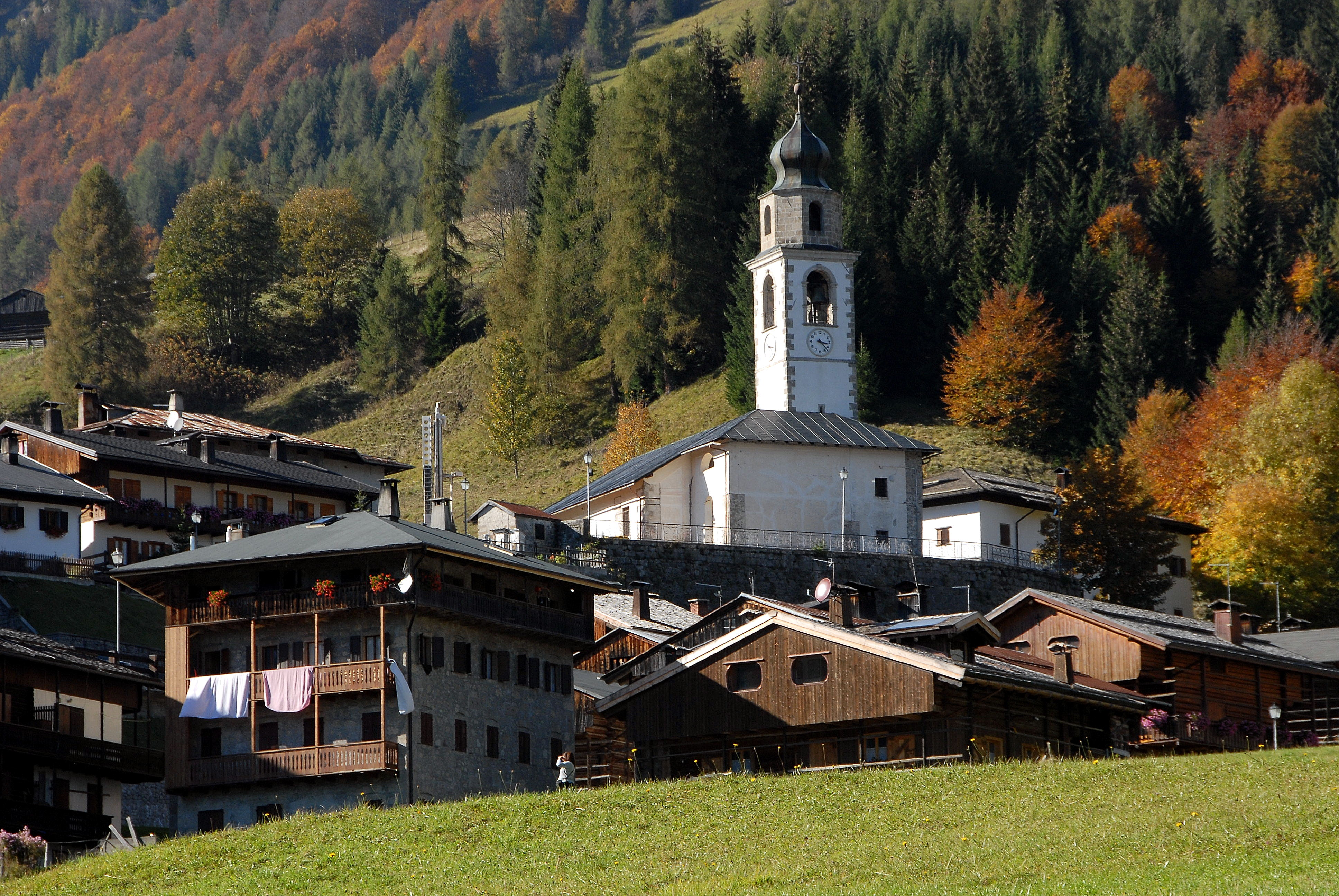
Sauris di Sotto
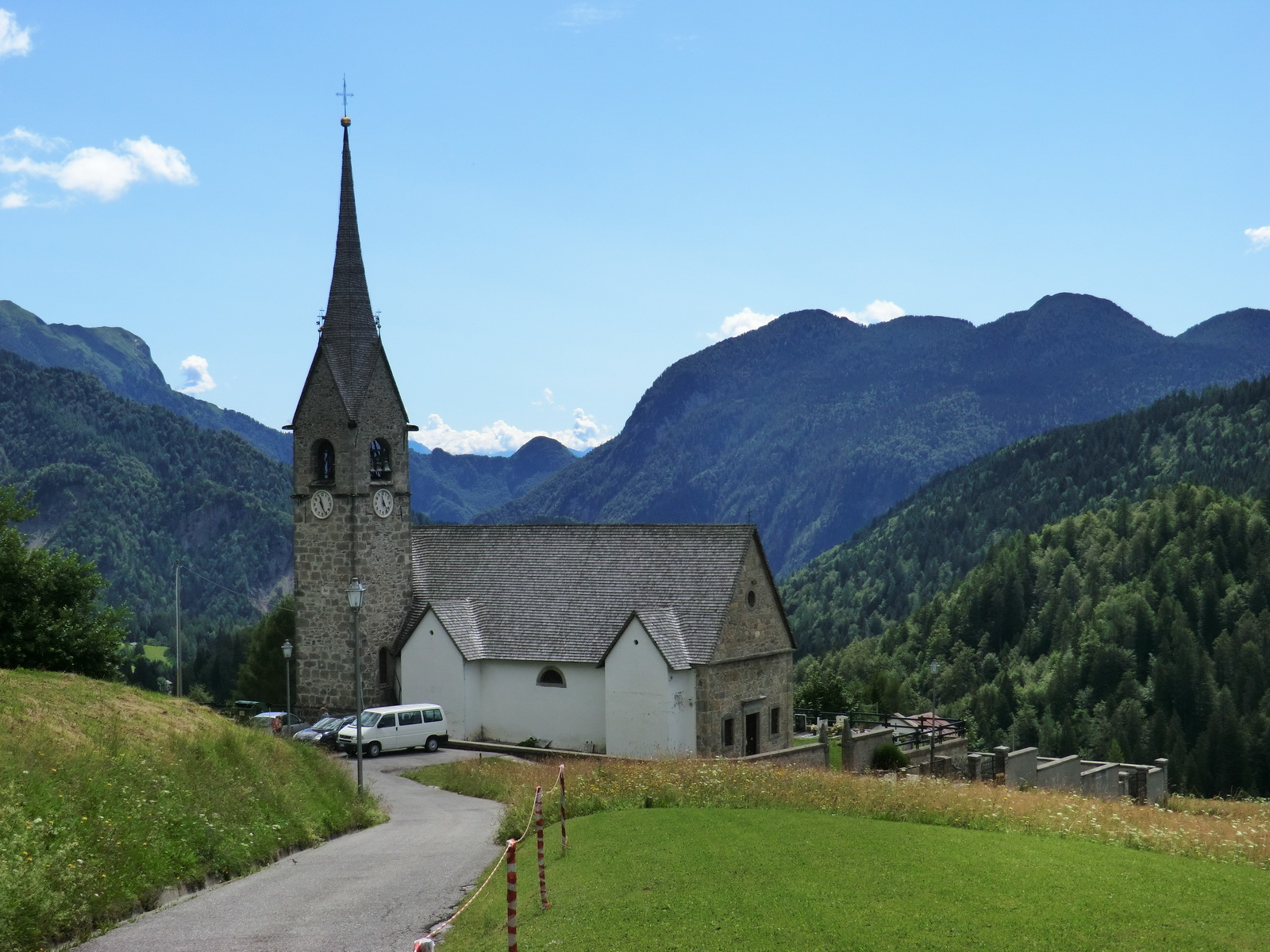
Sauris di Sopra
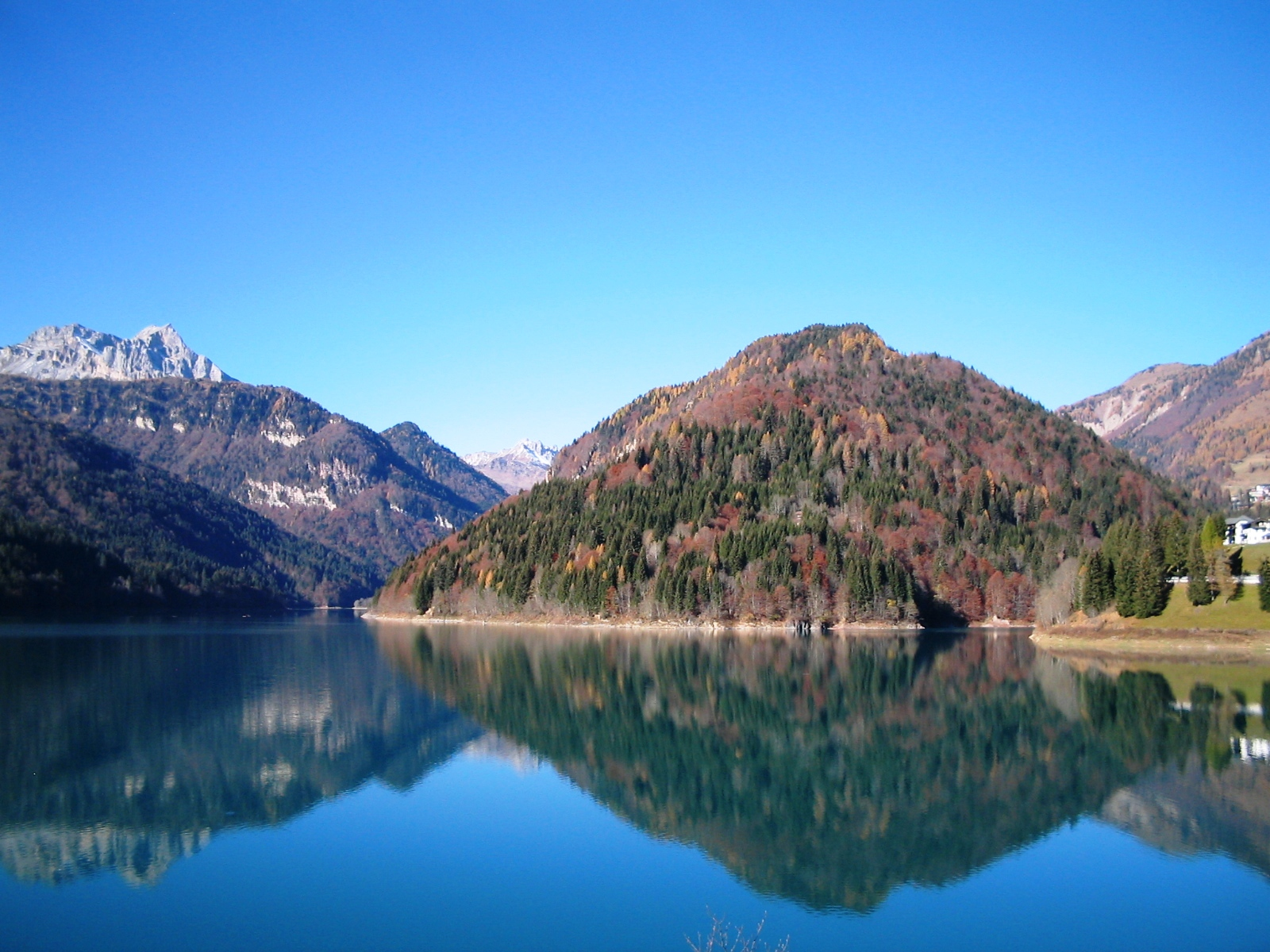
Lago di Sauris